# Skai Jackson
Pour les articles homonymes, voir Jackson.
Skai Jackson, est une  actrice et mannequin américaine, née le 8 avril 2002 à New York.

## Biographie

### Carrière
Skai Jackson commence sa carrière par de nombreuses publicités nationales. Son premier grand rôle est dans le film indépendant Liberty Kid (2007), suivi par d'autres films comme Rescue Me (2008) et Mon babysitter (2009). En 2009, elle est engagée par Nickelodeon pour prêter sa voix à un petit poisson dans la série animée Bubble Guppies. De 2010 à 2011, Skai apparait dans plusieurs séries télévisées comme Team Umizoomi, Royal Pains et Boardwalk Empire.

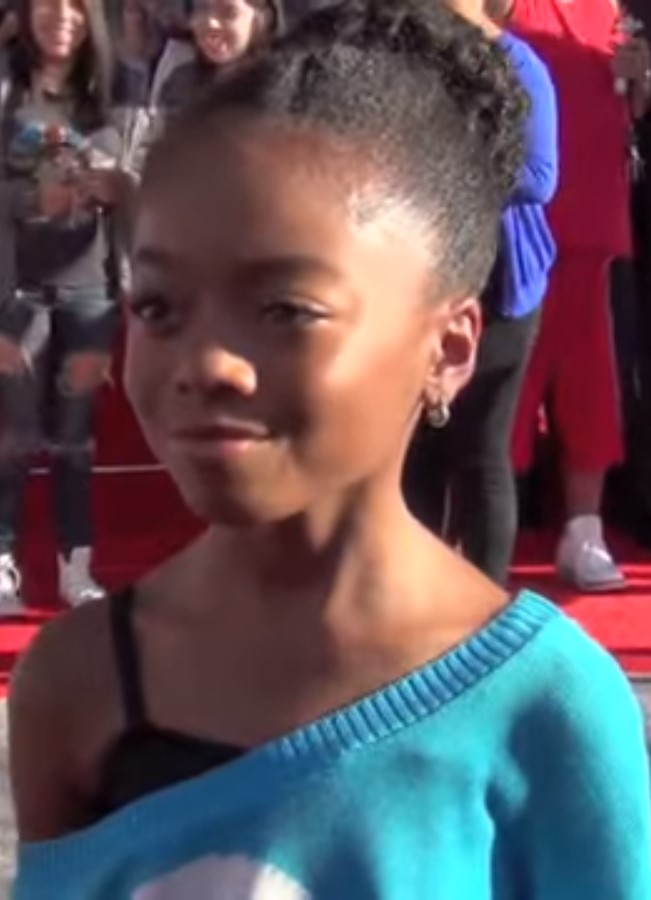
Jackson en 2013

De novembre 2011 à octobre 2015, Skai joue le rôle de Zuri Ross dans la série Jessie de Disney Channel, aux côtés de Debby Ryan. En 2013, elle joue le rôle d'une des filles du personnage Roadblock de G.I. Joe : Conspiration. Elle joue aussi dans la nouvelle série tirée de Jessie, Camp Kikiwaka de Disney Channel, aux côtés de ses partenaires de Jessie, Peyton List et Karan Brar.
En 2014, elle participe au Disney's Circle of Stars.
Elle participe à la 29e saison de Dancing With the Stars, avec comme partenaire Alan Bersten.

### Vie privée
Skai Jackson est enceinte de son premier enfant en août 2024. En janvier 2025, elle annonce sur instagram avoir accouché d'un garçon prénommé Kasai.

## Affaire judiciaire
Le 8 août 2024, Skai Jackson est arrêtée pour violences conjugales, après une altercation avec son petit ami.
Skai Jackson a obtenu une ordonnance restrictive auprès de la Cour supérieure du comté de Los Angeles contre le père de son fils Kasai, Deondre Burgin, à la suite de violences. 

## Filmographie

### Films
- 2007 : Liberty Kid de Ilya Chaiken : Destiny
- 2010 : Mon babysitter de Bart Freundlich : Petite fille au Musée
- 2011 : Arthur de Jason Winer et Peter Baynham : petite fille
- 2011 : Les Schtroumpfs (The Smurfs) de Raja Gosnell : La petite fille qui tape Patrick au magasin de jouets.
- 2013 : G.I. Joe : Conspiration de Jon Chu : fille de Roadblock
- 2013 : The Watsons go to Birmingham de Kenny Leon : Joetta "Joey" Watson
- 2014 : My dad's soccer mom de Randall Stevens : Lacy Casey
- 2021 : Muppets Haunted Mansion de Kirk R. Thatcher : Singing Bust
- 2023 : Sheroes de Jordan Gertner : Daisy
- 2024 : The Man In The White Man de Warren Skeels et Sharon Y. Cobb : Patty

### Séries télévisées
- 2006 : Sesame Street : elle même
- 2010 : Royal Pains : Maddie Philipps
- 2010 - 2012 : Kick Buttowski : Suburban Daredevil : Madison
- 2011 : Boardwalk Empire : Aneisha
- 2011 - 2013 : Bubble Guppies : Little Fish
- 2011 - 2015 : Jessie : Zuri Zenobia Ross
- 2012 : Austin et Ally : Zuri Ross
- 2012 - 2014 : Dora l'exploratrice : Isa l'iguane
- 2014 : Bonne Chance Charlie : Zuri Zenobia Ross (saison 4, épisode 17)
- 2015 : Agent K.C. : Zuri Zenobia Ross (saison 1 épisode 24)
- 2015 - 2018 : Camp Kikiwaka : Zuri Zenobia Ross
- 2018 : Our People : Aïcha

### Doublage
- 2010 : Team Umizoomi : Kayla
- 2014 : Ultimate Spider-Man : Zuri Ross
- 2018 : Marvel Rising  : Initiation : Glory Grant
- 2018 : Marvel Rising : Secret Warriors : Glory Grant
- 2019 : Marvel Rising : Battle of the Bands : Glory Grant
- 2019 : Marvel Rising : Chasing Ghosts : Glory Grant
- 2019 - 2022 : DreamWorks Dragons : Summer
- 2019 : Marvel Rising : Operation Shuri : Summer

### Clip
- 2019 : Panini de Lil Nas X

### Émission de télévision
- 2020 : Dancing with the Stars (États-Unis) : elle même